# Осоговский монастырь
Монастырь Святого Иоакима Осоговского (макед. Манастирот Свети Јоаким Осоговски или Осоговский монастырь) — православный монастырь в восточной части Северной Македонии, сейчас обителью управляет Македонская православная церковь. Болгары считают монастырь частью национального исторического наследия
Расположен в местности Бабин дол в долине Осоговских гор, примерно в 3 км к северо-востоку от города Крива-Паланка.

## История
В житии Иоакима Осоговского указано, что монастырь основал священник Феодор из Овче-Поле в правление императора Мануила Комнина, он же перенёс в монастырь мощи святого Иоакима.
Во время австро-турецкой войны 1690 года монастырь был сильно поврежден.